# 關赫
關赫（英語：Gwaihir），是托爾金奇幻文學中土大陸裡的角色，為巨鷹之王，又稱「風王」。牠與其兄弟蘭楚瓦（Landroval）同為第一紀元鷹王索隆多的後代。關赫也是巫師甘道夫和瑞達加斯特的朋友。
有關關赫是否為《哈比人》小說中的鷹王，目前尚無定論。
在《魔戒》中的第三紀元時期，關赫曾數次幫助甘道夫。第一次是將甘道夫從邪惡巫師薩魯曼要塞歐散克塔頂上救出來。之後甘道夫因與炎魔在西拉克西吉爾峰上搏鬥，昏迷不醒，關赫奉凱蘭崔爾女王之命將甘道夫送至羅瑞安森林。第三次於黑門之戰，關赫領導迷霧山脈眾巨鷹參戰，並協助甘道夫把困在末日火山上的佛羅多與山姆解救出來。

## 改編
關赫有出現在彼得·傑克森的電影《魔戒電影三部曲》中，在電影裡甘道夫使用飛蛾來招喚巨鷹。
魔戒電影之後，維塔工作室販售甘道夫騎著關赫的雕像以供影迷收藏，由Gary Hunt製作。